# Ivan Mládek
Ivan Mládek (Praga, 7 febbraio 1942) è un cantautore e comico cecoslovacco, ceco dal 1993.
Figlio di un avvocato e pittore, trascorre la sua infanzia nella città natale. Nonostante il padre gli insegni a dipingere i suoi interessi sono rivolti alla musica e nel 1966 fonda la Banjo Band. Nel 1968 si reca in Francia per proseguire la sua carriera musicale ma fa presto ritorno in patria. Raggiunge il successo negli anni settanta. In particolare è noto per la canzone Jožin z bažin.

## Discografia

### LP
- 1976 - Dobrý den!
- 1977 - Nashledanou!
- 1979 - Ej, Mlhošu, Mlhošu!
- 1979 - I. Mládek uvádí L. Sobotu
- 1980 - Přeposlední leč
- 1981 - Guten Tag!
- 1981 - Úterý
- 1982 - I. Mládek zase uvádí L. Sobotu
- 1983 - Moje rodina
- 1985 - Banjo z pytle ven!
- 1986 - Potůčku, nebublej!
- 1989 - Ta country česká
- 1990 - Pepa z Kadaně
- 1991 - Škola zvířátek

### CD
- 1991 - Ta country česká
- 1992 - The Best Of Banjo Band I.
- 1993 - The Best Of banjo Band II.
- 1993 - Vykopávky 	Multisonic 1993
- 1993 - Řeky
- 1994 - Pohádky a jiné povídačky
- 1994 - V hospodě u šesti trampů
- 1994 - Písničky Čundrcountry show I
- 1995 - Písničky Čundrcountry show II.
- 1996 - Dobrý den!
- 1998 - Písničky na chatu
- 1999 - Nashledanou!
- 2000 - Sweet Sue
- 2000 - Anekdoty do 1. i 4. cenové skupiny
- 2000 - Písně o lásce a pravdě
- 2001 - Do hlavy ne!
- 2001 - Děda Mládek Illegal Band
- 2001 - Děda Mládek Illegal Band II.
- 2002 - Proč mě ženy nemaj rády
- 2002 - Milan Pitkin v Coutry estrádě 1
- 2002 - Milan Pitkin v Coutry estrádě 2
- 2002 - V Mexiku v taxiku
- 2002 - ... a vo tom to je!
- 2003 - Dáme si eště raz!
- 2003 - 60 nej